# 에프앤에프엔터테인먼트의 음반
이 문서는 에프앤에프엔터테인먼트에서 발매한 음반 목록이다.

## 2020년대
- 2023년 12월 21일 유니버스 티켓 - [Digital Single] LEVEL STATION
- 2023년 12월 28일 유니버스 티켓 - [Digital Single] 울지마
- 2024년 1월 11일 유니버스 티켓 - [Digital Single] UNIT STATION
- 2024년 2월 15일 유니버스 티켓 - [Digital Single] FINAL STATION
- 2024년 3월 27일 유니스 - WE UNIS
- 2024년 8월 6일 유니스 - [Digital Single] CURIOUS
- 2025년 4월 15일 유니스 - SWICY
- 2025년 6월 7일 유니스 - [Digital Single] 꿈에서 또 만나
- 2025년 7월 1일 아홉 - WHO WE ARE
- 2025년 ?월 ?일 유니스 - [Japan Digital Single] 미정